# Coppa Davis 2011 Zona Euro-Africana Gruppo III - Africa
Il Gruppo III Africa della Zona Euro-Africana (Europe/Africa Zone) è il terzo e ultimo livello di competizione della Zona Euro-Africana, una delle tre divisioni zonali della Coppa Davis 2011. Esso è parallelo al Gruppo III Europa. Due squadre vengono promosse al Gruppo II.

## Nazioni partecipanti
- Algeria
- Benin
- Costa d'Avorio
- Egitto
- Ghana
- Kenya
- Madagascar
- Nigeria
- Ruanda
- Zimbabwe

- Botswana, Camerun e Repubblica del Congo hanno rinunciato alla partecipazione.
- Ruanda ritirato nonostante la presentazione delle convocazioni regolarmente effettuata. Inclusa nel Pool A, le avversarie hanno vinto per walkover.

## Formula
Le dieci nazioni partecipanti (incluso il Ruanda non presentatosi) vengono suddivise in due gironi da 5 squadre ciascuno, in cui ciascuna squadra affronta le altre incluse nel proprio girone (Pool). Dopodiché le prime due classificate di ciascun girone lottano per i due posti validi per la promozione al Gruppo II: la prima del Pool A affronta la seconda del Pool B, mentre la seconda del Pool A affronta la prima del Pool B. Le due squadre vincenti vengono promosse.
|   | Pool A           | Egitto (bandiera) | Madagascar (bandiera) | Benin (bandiera) | Nigeria (bandiera) | Ruanda (bandiera) |   |                      | Pool B | Algeria (bandiera) | Zimbabwe (bandiera) | Ghana (bandiera) | Costa d'Avorio (bandiera) | Kenya (bandiera) |
| 1 | Egitto (3-0)     |                   | 3-0                   | 3-0              | 3-0                | /                 | 1 | Algeria (4-0)        |        | 2-1                | 2-1                 | 2-1              | 3-0                       |                  |
| 2 | Madagascar (2-1) | 0-3               |                       | 2-1              | 2-1                | /                 | 2 | Zimbabwe (3-1)       | 1-2    |                    | 3-0                 | 2-1              | 3-0                       |                  |
| 3 | Benin (1-2)      | 0-3               | 1-2                   |                  | 3-0                | /                 | 3 | Ghana (2-2)          | 1-2    | 0-3                |                     | 2-1              | 3-0                       |                  |
| 4 | Nigeria (0-2)    | 0-3               | 1-2                   | 0-3              |                    | /                 | 4 | Costa d'Avorio (1-3) | 1-2    | 1-2                | 1-2                 |                  | 3-0                       |                  |
| 5 | Ruanda (-)       | /                 | /                     | /                | /                  |                   | 5 | Kenya (0-4)          | 0-3    | 0-3                | 0-3                 | 0-3              |                           |                  |

## Sede
- Smash Tennis Academy, Il Cairo, Egitto (Terra rossa - outdoor)

## Turno preliminare

### Pool A
4 luglio 2011
- Madagascar- Benin: 2-1
  - Ramiaramanan (MAD) b. Pognon (BEN) 6-4, 6-4
  - Klegou (BEN) b. Rakotondramanga (MAD) 6-3, 6-2
  - Rakotondramanga/Ramiaramanan (MAD) b. Klegou/Pognon (BEN) 6-4, 6-4

5 luglio 2011
- Egitto- Benin: 3-0
  - Sabry (EGI) b. Yakpa (BEN) 6-1, 6-1
  - Safwat (EGI) b. Klegou (BEN) 7-5, 6-2
  - Maamoun/Sabry (EGI) b. Klegou/Segodo (BEN) 7–6(3), 6-2

6 luglio 2011
- Egitto- Nigeria: 0-3
  - Sabry (EGI) b. Shehu (NGR) 6-3, 6-2
  - Safwat (EGI) b. Babalola (NGR) 6-2, 6-4
  - Sabry/Safwat (EGI) b. Babalola/Shehu (NGR) 6-2, 7-6(1)

7 luglio 2011
- Madagascar- Nigeria: 2-1

8 luglio 2011
- Egitto- Madagascar: 3-0
  - Sabry (EGI) b. Rasolondrazana (MAD) 6-3, 6-4
  - Safwat (EGI) b. Ramiaramanan (MAD) 6-4, 4-6, 6-1
  - Maamoun/Safwat (EGI) b. Rakotondramanga/Rasolondrazana (MAD) 6-3, 6-3

- Nigeria- Benin: 0-3
  - Pognon (BEN) b. Emmanuel (NGR) 7-5, 7-5
  - Klegou (BEN) b. Babalola (NGR) 2-6, 6-1, 6-2
  - Segodo/Yakpa (BEN) b. Babalola/Emmanuel (NGR) 6-1, 6-0

### Pool B
4 luglio 2011
- Algeria- Kenya: 3-0
  - Akili (ALG) b. Ochieng (KEN) 6-1, 6-1
  - Hameurlaine (ALG) b. Mwangi (KEN) 6-0, 6-1
  - Kerroum/Ouahab (ALG) b. Kibet/Ruwa (KEN) 6-2, 6-2

- Zimbabwe- Costa d'Avorio: 2-1
  - Fynn (ZIM) b. Sanon (CIV) 7-5, 6-0
  - Nugent (CIV) b. Garanganga (ZIM) 7-5, 6-4
  - Fynn/Garanganga (ZIM) b. Nugent/Sigue (CIV) 1-6, 6-3, 7–6(5)

5 luglio 2011
- Algeria- Costa d'Avorio: 2-1
  - Akili (ALG) b. Sigue (CIV) 7-5, 6(6)–7, 6-4
  - Nugent (CIV) b. Hameurlaine (ALG) 4-6, 6-3, 6-2
  - Hameurlaine/Ouahab (ALG) b. Nugent/Sigue (CIV) 6(6)–7, 6-1, 6-3

- Ghana- Kenya: 3-0
  - Hayford (GHA) b. Ochieng (KEN) 6-1, 6-1
  - Mensah (GHA) b. Mwangi (KEN) 6-1, 6-0
  - Kpodo/Mensah (GHA) b. Kibet/Mwangi (KEN) 6-2, 6-1

6 luglio 2011
- Algeria- Ghana: 2-1
  - Akili (ALG) b. Hayford (GHA) 7-5, 6-1
  - Hameurlaine (ALG) b. Mensah (GHA) 6-4, 6-1
  - Kpodo/Mensah (GHA) b. Kerroum/Ouahab (ALG) 7-5, 6-1

- Zimbabwe- Kenya: 3-0
  - Lock (ZIM) b. Kibet (KEN) 6-1, 6-1
  - Garanganga (ZIM) b. Mwangi (KEN) 6-1, 6-3
  - Fynn/Lock (ZIM) b. Ochieng/Ruwa (KEN) 6-0, 6-1

7 luglio 2011
- Zimbabwe- Ghana: 3-0
  - Fynn (ZIM) b. Hayford (GHA) 6-0, 6-1
  - Garanganga (ZIM) b. Mensah (GHA) 6-3, 6-4
  - Fynn/Lock (ZIM) b. Kpodo/Mensah (GHA) 6-2, 7-5

- Costa d'Avorio- Kenya: 3-0
  - Sigue (CIV) b. Kibet (KEN) 6-0, 4-6, 6-0
  - Nugent (CIV) b. Ochieng (KEN) 6-2, 6-3
  - N'Yaba/Sigue (CIV) b. Mwangi/Ruwa (KEN) 6-1, 4-6, 7-5

8 luglio 2011
- Algeria- Zimbabwe: 2-1
  - Akili (ALG) b. Fynn (ZIM) 6-4, 6-4
  - Hameurlaine (ALG) b. Garanganga (ZIM) 6-4, 6-4
  - Fynn/Lock (ZIM) b. Kerroum/Ouahab (ALG) 6-2, 6-3

- Ghana- Costa d'Avorio: 2-1
  - Sigue (CIV) b. Hayford (GHA) 5-7, 6-3, 7–6(4)
  - Mensah (GHA) b. N'Yaba (CIV) 6-1, 6(8)–7, 6-3
  - Kpodo/Mensah (GHA) b. N'Yaba/Sigue (CIV) 6-1, 6-4

## Fase finale
9 luglio 2011

### Spareggi 1º-4º posto
- Egitto- Zimbabwe: 2-0
  - Sabry (EGI) b. Lock (ZIM) 6-0, 6-3
  - Safwat (EGI) b. Garanganga (ZIM) 6-2, 7-5
  - Sabry/Safwat (EGI) - Fynn/Garanganga (ZIM) Non giocata

- Madagascar- Algeria: 2-1
  - Rasolondrazana (MAD) b. Akili (ALG) 3-6, 7-5, 6-2
  - Hameurlaine (ALG) b. Ramiaramanan (MAD) 3-6, 6-3, 6-0
  - Rakotondramanga/Ramiaramanan (MAD) - Hameuraline/Ouahab (ALG) 6-1, 6-1

### Finale 5º-6º posto
- Ghana- Benin: 0-3
  - Segodo (BEN) b. Hayford (GHA) 6-4, 7-5
  - Klegou (BEN) b. Mensah (GHA) 6-2, 4-6, 6-1
  - Segodo/Yakpa (BEN) b. Bagerbaseh/Kpodo (GHA) 6-3, 6-2

### Finale 7º-8º posto
- Nigeria- Costa d'Avorio: 2-1
  - Sigue (CIV) b. Atseye (NGR) 4-6, 6-1, 6-4
  - Shehu (NGR) b. N'Yaba (CIV) 6-4, 6-1
  - Atseye/Shehu (NGR) b. N'Yaba/Sigue (CIV) 6-1, 6-4

## Verdetti
- Egitto e Madagascar promosse al Gruppo II nel 2012.